# Joe Marler
Joseph William G. Marler (Eastbourne, 7 luglio 1990) è un ex rugbista a 15 britannico che giocava nel ruolo di pilone con gli Harlequins in Premiership. ultima partita giocata il 29 dicembre 2024.

## Biografia
Nel 2008 Marler entrò a far parte dell'accademia giovanile degli Harlequins, in seguito vestì la maglia dell'Inghilterra Under-20. Dopo essere stato ceduto in prestito per fare esperienza nei campionati minori, nel 2009 iniziò a giocare con la prima squadra degli Harlequins. Fu durante la stagione 2010-11 che il pilone cominciò a integrarsi pienamente, giocando più stabilmente da titolare, nel suo club. Personaggio istrionico incline a intemperanze disciplinari in campo,  durante quella stessa stagione vinse anche il suo primo trofeo conquistando l'European Challenge Cup. L'anno dopo fu uno dei protagonisti della vittoria della Premiership 2011-12: Marler segnò la meta decisiva, poi convertita con il calcio di Nick Evans, che permise agli Harlequins di sconfiggere nella semifinale il Northampton, a quattro minuti dal termine della partita, con il punteggio 25-23. Come riconoscimento per la sua prestazione il giocatore venne pure nominato man of the match.
Joe Marler fece il suo debutto internazionale con l'Inghilterra in occasione del tour in Sudafrica del 2012, giocando in tutte e tre le partite disputate contro i padroni di casa degli Springbok.

## Palmarès
- Premiership: 2
Harlequins: 2011-12, 2020-21
- Coppe Anglo-Gallesi: 1
Harlequins: 2012-13
- Challenge Cup: 1
Harlequins: 2010-11
- Sei Nazioni: 3

Inghilterra: 2016,2017,2020